# دم‌بلندها
دم‌بلندها (نام علمی: Cercomacra) نام یک سرده از خانواده مورچه‌مرغان است.